# Maunum Niki Niki
Maunum Niki Niki is een bestuurslaag in het regentschap Timor Tengah Selatan van de provincie Oost-Nusa Tenggara, Indonesië. Maunum Niki Niki telt 1662 inwoners (volkstelling 2010).